# Franc Cvetan
Franc Cvetan, slovenski partizan in prometni strokovnjak, * 11. julij 1923, Gorenje Kamence, † 27. oktober 1992, Ljubljana.

## Življenje in delo
Udeležil se je narodnoosvobodilne borbe; bil je nosilec partizanske spomenice ter rezervni polkovnik Jugoslovanske ljudske armade. Po vojni je končal višjo politično šolo Zveze komunistov Jugoslavije. Kot načelnik oddelka za promet v republiškem sekretariatu za notranje zadeve  je v letih 1959−1971 vodil prometnostrokovnoslužbo v Socialistični republiki Sloveniji in sodeloval pri pripravi prve popolne in z mednarodnimi predpisi usklajene zvezne in republiške prometne zakonodaje.